# Elias Sanbar
Elias Wadih Sanbar, né le 16 février 1947 à Haïfa (en Palestine mandataire, dans l'actuel Etat d'Israël), est un historien, poète et essayiste palestinien.

## Biographie
Elias Sanbar a quinze mois lorsque sa famille s'installe au Liban après la proclamation de l'État d'Israël. En 1969, il poursuit ses études à Paris. Par la suite, il enseigne le droit international à l'université Paris VII. Il enseigne ensuite au Liban puis aux États-Unis à l'université de Princeton. Il se lie d'amitié avec le philosophe français Gilles Deleuze.
En 1981, Elias Sanbar participe à la fondation à Paris, de la Revue d’études palestiniennes, publication de diffusion de l'Institut des études palestiniennes, revue dont il est devenu le rédacteur en chef. La revue a cessé de paraître en 2008.
Il a participé aux négociations bilatérales à Washington et dirigé, de 1993 à 1996, la délégation palestinienne aux négociations sur les réfugiés. Il est également membre du Conseil national palestinien depuis 1988. Il est membre du comité de parrainage du tribunal Russell sur la Palestine dont les travaux ont commencé le 4 mars 2009.
En 2001, il publie Le Bien des absents à propos des propriétés palestiniennes spoliés par Israël grâce à la loi sur la propriété des absents.
Elias Sanbar est actuellement ambassadeur de la Palestine auprès de l'Unesco (Organisation des Nations unies pour l'éducation, la science et la culture).

## Publications
- Palestine 1948, l’expulsion, Les Livres de la Revue d’études palestiniennes, 1984
- Les Palestiniens dans le siècle, coll. « Découvertes Gallimard / Histoire » (no 201), Gallimard, 1994
- Palestine, le pays à venir, L’Olivier, 1996
- Le Bien des absents, Actes Sud, 2001
- Palestiniens : la photographie d'une terre et de son peuple de 1839 à nos jours, Paris, Hazan, 2004
- Figures du Palestinien : identité des origines, identité de devenir, Gallimard, 2004 Prix de l'amitié franco-arabe., réédité en 2024
- Dictionnaire amoureux de la Palestine, Paris, Plon, 2010
- Le Rescapé et l'Exilé, coécrit avec Stéphane Hessel, Paris, éditions Don Quichotte, 2012
- La Palestine expliquée à tout le monde, Paris, Le Seuil, 2013
- La Dernière guerre ? Palestine, 7 octobre 2023-2 avril 2024, Paris, Gallimard, 2024
- La femme, l'arbre, le cavalier et l'eau bleue : dans l'atelier de Patrick Loste, Ille-sur-Têt, Edicions Paraules, 2024

### Traductions
Elias Sanbar a traduit en français des œuvres de Mahmoud Darwich :
- Le Lit de l’étrangère, Actes Sud, 2000
- La Terre nous est étroite et autres poèmes (1966-1999), Gallimard, 2000
- Comme des fleurs d'amandier ou plus loin : poèmes, Actes Sud, 2007
- Le Lanceur de dés et autres poèmes, Actes Sud, 2010
- Nous choisissons Sophocle et autres poèmes, Actes Sud, 2011

### Sources
- Carlos Alvarado-Larroucau, Écritures palestiniennes francophones, Quête d'identité en espace néocolonial, Paris, L'Harmattan, 2009